# تشاك كلارك
تشاك كلارك (بالإنجليزية: Chuck Clark)‏ هو لاعب كرة قدم أمريكية أمريكي، ولد في 19 أبريل 1995 في فيلادلفيا في الولايات المتحدة.